# Paul Duboc
Paul Duboc (Rouen, 2 de abril de 1884 - Paris, 19 de agosto de 1941) foi um ciclista profissional da França.

## Participações no Tour de France
Foi vencedor de 5 etapas do Tour de France.
- Tour de France 1908 : 11º colocado na classificação geral
- Tour de France 1909 : 4º colocado na classificação geral e vencedor de uma etapa
- Tour de France 1911 : 2º colocado na classificação geral e vencedor de quatro etapas
- Tour de France 1912 : abandonou na 4ª etapa
- Tour de France 1913 : abandonou na 4ª etapa
- Tour de France 1914 : 31º colocado na classificação geral
- Tour de France 1919 : 8º colocado na classificação geral
- Tour de France 1923 : 18º colocado na classificação geral
- Tour de France 1926 : 27º colocado na classificação geral
- Tour de France 1927 : abandonou na 1ª etapa